# 2022年のドイツ
2022年のドイツ （2022ねんのドイツ）では、2022年のドイツに関する出来事について記述する。

## 国家元首等
- 連邦大統領
  - 第12代: フランク＝ヴァルター・シュタインマイアー（2017年3月19日 - ）
- 連邦首相
  - 第9代: オラフ・ショルツ（ドイツ社会民主党、2021年12月8日 - ）

## できごと

### 通年
- ドイツにおける2019年コロナウイルス感染症の流行状況
- 2022年ロシアのウクライナ侵攻に伴う ウクライナからの難民を110万人受け入れたことにより、人口は年末時点で過去最多の8430万人となった[1]。

### 1月
- 1月24日 - バーデン＝ヴュルテンベルク州ハイデルベルクのルプレヒト・カール大学ハイデルベルクの講義室で銃乱射事件が発生し、1人が死亡、3人が負傷。犯人の18歳の男子学生は自殺[2]。
- 1月31日 - ラインラント＝プファルツ州クーゼル郡で交通検問中の警察官2人が銃撃され、死亡[3]。

### 2月
- 2月4日 - 2022年北京オリンピックの開会式でドイツ選手団が入場
- 2月9日 - 北京オリンピックで、リュージュ男子2人乗りでトビアス・ウェンドル（英語版）とトビアス・アルルト（英語版）が3連覇、リュージュ女子1人乗りでナタリー・ガイゼンベルガー（英語版）が3連覇を達成し、ガイゼンベルガーはオリンピックのリュージュ競技史上最多の通算7個のメダルを獲得[4]。
- 2月10日～20日 - 第72回ベルリン国際映画祭（英語版）で金熊賞をカルラ・シモン（英語版）監督（ スペイン）の『アルカラス（英語版）』が受賞。
- 2月13日 - 2022年ドイツ大統領選挙で現職のフランク＝ヴァルター・シュタインマイアーが再選[5]。
- 2月14日 - ミュンヘン近郊のエーベンハウゼン・シェフトラルン駅（英語版）付近で列車同士が衝突し、1人が死亡、10人以上が負傷[6]。
- 2月27日 - ショルツ首相による時代の転換点演説

### 4月
- 4月11日 - アンネ・シュピーゲル（英語版）家族・女性相が2021年の国内の災害発生直後に長期休暇を取っていたとして批判され、引責辞任。後任はリザ・パウス（英語版）[7]。
- 4月12日 - UEFAチャンピオンズリーグ 2021-22 決勝トーナメントの準々決勝でFCバイエルン・ミュンヘンが2戦合計1-2でビジャレアルCF（ スペイン）に敗退[8]。
- 4月23日 - ドイツ・ブンデスリーガ2021-2022の第31節でFCバイエルン・ミュンヘンが10年連続32度目の優勝[9]。
- 4月26日 - ラムシュタイン空軍基地会議

### 5月
- 5月13日 - ドイツ国内でサル痘感染者が初めて確認された[10]。
- 5月15日 - 2022年ノルトライン＝ヴェストファーレン州議会選挙
- 5月18日 - NBA・オーランド・マジック所属のフランツ・バグナーがNBAオールルーキーチーム（1stチーム）を受賞[11]。

### 6月
- 6月1日 - ドイツ全土の公共交通機関が乗り放題の9ユーロチケット（英語版）が期間限定で開始[12]。
- 6月3日 - バイエルン州ガルミッシュ＝パルテンキルヒェン近郊でミュンヘン - ガルミッシュ＝パルテンキルヒェン線が脱線し、4人が死亡、30人以上が負傷[13]。
- 6月8日 - ベルリン中心部で車が人通りの多い場所に突っ込み、1人が死亡、12人以上が負傷[14]。
- 6月18日 - ブランデンブルク州、テューリンゲン州、ザクセン州で最高気温が38度を超え、ブランデンブルク州コトブスでは38.7度で6月の歴代最高気温記録を更新[15]。
- 6月18日～9月25日 - 世界最大級の現代アートの祭典のドクメンタ15（英語版）がヘッセン州カッセルで開催。
- 6月19日 - 政府はロシアからの天然ガスの供給が大幅に減る事態に備え、石炭火力発電の稼働を増やす方針を発表した[16]が、2030年までに石炭火力発電所を閉鎖する目標は維持する[17]。
- 6月26日 - 第48回先進国首脳会議がバイエルン州・エルマウ城で開幕[18]。

### 7月
- 7月19日
  - FCバイエルン・ミュンヘンがユヴェントスFC（ イタリア）からマタイス・デ・リフト（ オランダ）を移籍金6700万ユーロで獲得[19]。
  - FCバイエルン・ミュンヘンで6回の得点王を獲得したロベルト・レヴァンドフスキ（ ポーランド）が最大5000万ユーロの移籍金でFCバルセロナ（ スペイン）に移籍[20]。

### 9月
- 9月2日 - 2022年ロシアのウクライナ侵攻による制裁への対抗措置として ロシアがドイツへの天然ガスパイプラインのノルドストリームが供給を停止[21]。
- 9月5日 - 政府は2022年末までに運転を止める予定だった国内にある3基のうち2基の原子力発電所を、2023年4月まで稼働可能な状態を維持すると発表[22]。
- 9月25日 - ベルリンマラソンでエリウド・キプチョゲ（ ケニア）が2時間1分9秒で優勝し、自身が4年前の同大会で記録した世界新記録を30秒更新した[23]。
- 9月30日 - 2022年オーデル川環境災害で7月以降に魚が大量死したことが「人為的な環境災害」とする報告された[24]。

### 10月
- 10月3日 - ミュンヘンのマックス・プランク研究所に所属のスバンテ・ペーボ（ スウェーデン）がノーベル医学・生理学賞を受賞[25]。
- 10月9日 - 2022年のドイツツーリングカー選手権の最終戦がホッケンハイムリンクで開催され、ドイツのドライバーではレネ・ラストが年間3位だった[26]。

### 11月
- 11月13日 - ミュンヘンのアリアンツ・アレーナでNFLのレギュラーシーズンの試合が初めて開催され、タンパベイ・バッカニアーズがシアトル・シーホークスを21-16で破った[27]。
- 11月29日 - 液化天然ガス(LNG)の供給元としてカタールエナジー、コノコフィリップスと2026年から少なくとも15年間の契約を締結[28]。

### 12月
- 12月1日 - 2022 FIFAワールドカップでドイツ代表が2大会連続でのグループステージ敗退が決定[29]。
- 12月7日 - 極右グループが政府転覆を計画した容疑でハインリヒ13世・プリンツ・ロイス（英語版）ら25人を逮捕[30]。
- 12月20日 - 欧州委員会がドイツ政府による独電力大手ユニパーの救済策を承認[31]。

## 死去

### 1月
- 1月1日 - アンドレアス・クンツ：ノルディック複合選手（* 1946年）
- 1月19日 - ハンス＝ユルゲン・デルナー：サッカー東ドイツ代表、監督（* 1951年）
- 1月19日 - ハーディ・クリューガー：俳優（* 1928年）

### 2月
- 2月3日 - ディーター・マン：俳優（* 1941年）
- 2月16日 - ゲイル・ハルボーセン（英語版）：軍人、ベルリン封鎖時にお菓子投下作戦を考案（* 1920年）
- 2月18日 - ガブリエル・バッハ（英語版）：ドイツ生まれでイスラエルの検事、アドルフ・アイヒマンのアイヒマン裁判（英語版）を追及（* 1927年）

### 3月
- 3月10日 - ユルゲン・グラボウスキ：サッカー西ドイツ代表（* 1944年）

### 4月
- 4月9日 - ミヒャエル・デーゲン（英語版）：俳優（* 1928年）
- 4月16日 - ヨアヒム・シュトライヒ：サッカー東ドイツ代表、監督（* 1951年）
- 4月26日 - クラウス・シュルツェ：作曲家（* 1947年）

### 5月
- 5月5日 - レオ・ヴィルデン（英語版）：サッカー西ドイツ代表（* 1936年）

### 6月
- 6月4日 - フランク・ホフマン：俳優（* 1938年）
- 6月7日 - カール・フォン・ヴュルテンベルク：起業家（* 1936年）
- 6月11日 - ベルント・ブランシュ：サッカー東ドイツ代表（* 1944年）
- 6月23日 - エルンスト・ヤコビ：俳優（* 1933年）
- 6月28日 - マルティン・バンゲマン：政治家（* 1934年）

### 7月
- 7月21日 - ウーヴェ・ゼーラー：サッカー西ドイツ代表、FIFA 100（偉大なサッカー選手100人）（* 1935年）

### 8月
- 8月12日 - ウォルフガング・ペーターゼン：映画監督（* 1941年）
- 8月16日 - エヴァ＝マリア・ハーゲン（英語版）：女優（* 1934年）
- 8月18日 - ロルフ・キューン：ジャズ・クラリネット奏者、作曲家（* 1929年）

### 9月
- 9月5日 - ラルス・フォークト：ピアニスト、指揮者（* 1970年）

### 10月
- 10月4日 - ギュンター・ランプレヒト（英語版）：俳優（* 1930年）
- 10月5日 - ヴォルフガング・コールハーゼ（英語版）：映画監督（* 1931年）
- 10月14日 - ラルフ・ヴォルター（英語版）：映画監督（* 1926年）
- 10月17日 - マイケル・ポンティ：ピアニスト（* 1937年）

### 11月
- 11月24日 - ハンス・マグヌス・エンツェンスベルガー：作家、詩人（* 1929年）

### 12月
- 12月4日 - マニュエル・ゲッチング：ミュージシャン（* 1952年）
- 12月11日 - ヴォルフ・エァルブルッフ：児童文学作家、イラストレーター（* 1948年）
- 12月29日 - マクシミリアン・アンドレアス・フォン・バーデン：バーデン大公家の家長（* 1933年）
- 12月31日 - ベネディクト16世：第265代ローマ教皇（在位：2005年～2013年）（* 1927年）